# Ananaska česká
Ananaska česká (Pyrus communis 'Ananaska česká') je ovocný strom, kultivar druhu hrušeň obecná z čeledi růžovitých. Plody jsou řazeny mezi odrůdy letních hrušek, sklízí se v srpnu, dozrává brzy po sklizni. Je vhodné ji podtrhnout, lépe snese dopravu. Odrůdu lze pěstovat bez použití chemických prostředků, významnými chorobami a škůdci netrpí.

## Jiná česká jména
Ananasová česká letní, Ananaska, Cvekrle, Česká ananaska, Letní Cvekrle. 

## Historie

### Původ
Dodnes není zřejmé kde, kdo ji vyšlechtil a šířil. Václav Koch zmiňuje, že „Matěj Rösler v Katalogu hrušní popisuje pod číslem 414 původní českou odrůdu Ananasovou českou letní, kterou dostal z Cerhenic. Je to Ananaska česká z Peček.“ Odrůda byla nejvíce rozšířená ve středních Čechách. Od počátku 20. století již není v sortimentu šířených odrůd.

## Vlastnosti
Kvete středně pozdně.

### Růst
Růst odrůdy je velmi bujný. Habitus koruny je úzce pyramidální, tvoří mnoho větví, vyžaduje pravidelný řez.

## Plodnost
Plodí časně, hojně a pravidelně.

## Plod
Plod je oválný kuželovitý, malý (120 g). Slupka hladká, žlutozeleně, později žlutě zbarvená s červeným líčkem. Dužnina je nažloutlá, šťavnatá, vonná, sladká.

## Choroby a škůdci
Odrůda je považována za dostatečně odolnou proti strupovitosti ale i monilióze. Také je odolná proti namrzání.

## Použití
Dobře snese přepravu je-li mírně podtržena, zralá nesnese přepravu. Je vhodná k přímému konzumu. Odrůdu lze použít do všech poloh, je nenáročná. Vhodná i do stromořadí. Nehodí se na nižší tvary a velkoprodukci.